# Sultanat de Sanaag
El sultanat de Sanaag fou un estat de Somàlia establert per una branca del clan warsangeli i que abraçava el sud del Sanaag i Maakhir i algunes terres a Bari.
El seu sobirà més important fou Sultan Dhahar que va governar a la part final del segle xix; va combatre els abissinis i les comunitats cristianes de la comarca de Galgala aliades als abissinis. La ciutat de Dhahar, a l'est del sultanat, fou anomenada pel sultà (en realitat portava el títol d'akil).